# Steenkerque
Pour l’article ayant un titre homophone, voir Steenkerke.
Steenkerque [stɛ̃kɛʀk] (néerlandais : Steenkerke, wallon Stinkerke, français Steinkerque) est une section de la ville belge de Braine-le-Comte située en Région wallonne dans la province de Hainaut.
C'était une commune à part entière avant la fusion des communes de 1977.

## Toponymie
Le nom de la localité est attesté sous la forme Stenkirke en 1092
Il s'agit d'un composé médiéval issu du germanique occidental. Il est difficile de savoir si cette formation toponymique remonte au vieux bas francique ou à l'ancien flamand, étant donné le caractère relativement tardif de la première attestation.
Le premier élément Steen- s'explique ultimement par le germanique *stainaz « pierre »,, par l'intermédiaire de la forme de l'ancien flamand sten, puis du flamand moderne steen (monophtongaison de ei, contrairement à l'allemand Stein). Le second élément -kerque représente le germanique occidental kirika « église »,, par l'intermédiaire de la forme d'ancien flamand kirke, puis du néerlandais kerk(e). Kerk a été francisé, du moins graphiquement, en kerque. Kerk se retrouve par ailleurs dans le mot français Kermesse issu de kerkmis.

## Évolution démographique
- Sources : INS, Rem. : 1831 jusqu'en 1970 = recensements, 1976 = nombre d'habitants au 31 décembre.

## Histoire

### La bataille de Steinkerque
Le 3 août 1692, les principales puissances européennes coalisées contre Louis XIV rencontrèrent à Steinkerque l'armée française commandée par le Maréchal de Luxembourg. La France y remporta la victoire mais une victoire à la Pyrrhus, très sanglante : au soir 15 000 hommes étaient morts. La bataille donna son nom à la rue de Steinkerque dans le 18e arrondissement de Paris.
Voltaire, dans Le Siècle de Louis XIV, raconte que la bataille de Steinkerque a donné son nom à une forme de cravate (un terme utilisé entre autres dans les mémoires de l'abbé de Choisy qui écrit stinquerque) :
« Monsieur le Duc, le prince de Conti, MM. de Vendôme et leurs amis, trouvaient en s’en retournant les chemins bordés de peuple. Les acclamations et la joie allaient jusqu’à la démence. Toutes les femmes s’empressaient d’attirer leurs regards. Les hommes portaient alors des cravates de dentelle, qu’on arrangeait avec assez de peine et de temps. Les princes, s’étant habillés avec précipitation pour le combat, avaient passé négligemment ces cravates autour du cou : les femmes portèrent des ornements faits sur ce modèle; on les appela des steinkerques. Toutes les bijouteries nouvelles étaient à la Steinkerque. Un jeune homme qui s’était trouvé à cette bataille était regardé avec empressement. Le peuple s’attroupait partout autour des princes, et on les aimait d’autant plus que leur faveur à la cour n’était pas égale à leur gloire. »
— Voltaire, Le siècle de Louis XIV, chap. XVI

## Liste des bourgmestres de 1830 à 1977

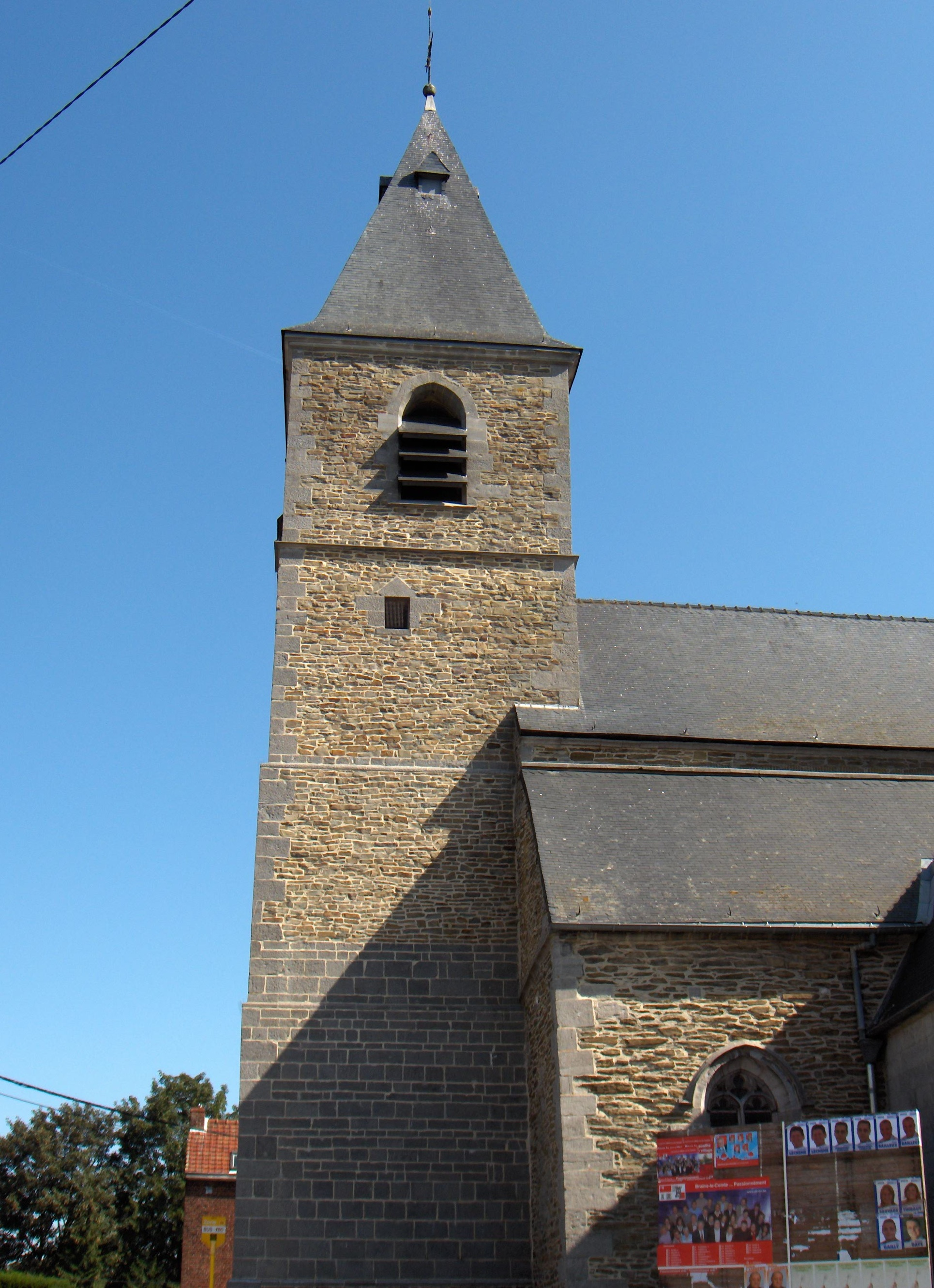
L'église Saint-Martin de style ogivale.

## Patrimoine et culture

### Culture

#### Cinéma
C'est dans ce village qu'a été tourné le film Bienvenue à Marly-Gomont, sorti en 2016.

## Personnalités liées
Un de ses plus célèbres habitants est le journaliste et écrivain René Henoumont.